# Lagernoye Lake
Lagernoye Lake är en sjö i Antarktis. Den ligger i Östantarktis. Australien gör anspråk på området. Lagernoye Lake ligger 25 meter över havet.